# Processo di Bologna

Logo del Processo di Bologna

Il processo di Bologna è un processo di riforma internazionale dei sistemi di istruzione superiore della regione geografica europea, promosso dal Consiglio d'Europa e che di fatto coinvolge anche (ma non solo) tutti gli stati membri dell'Unione europea, che si era proposto di realizzare, entro il 2010, lo Spazio europeo dell'istruzione superiore (EHEA – European Higher Education Area).
Nell'ambito dello Spazio europeo dell'istruzione superiore, tutti i paesi partecipanti hanno deciso di:
- istituire un sistema di istruzione superiore a tre cicli comprendente studi di Laurea, di Laurea magistrale e di Dottorato (utilizzato anche in Italia);
- garantire il riconoscimento reciproco delle qualifiche e dei periodi di studio all'estero conseguiti presso altre università;
- attuare un sistema di garanzia della qualità per accrescere quest'ultima e la rilevanza dell'apprendimento e dell'insegnamento.[2]

Fondando le sue basi su accordi e trattati precedenti, è iniziato nel 1999, dopo che 29 ministri dell'istruzione europei si erano incontrati il 18 e 19 giugno dello stesso anno a Bologna, dove avevano sottoscritto un accordo noto come la "Dichiarazione di Bologna".

## Storia

### La Magna Charta Universitatum

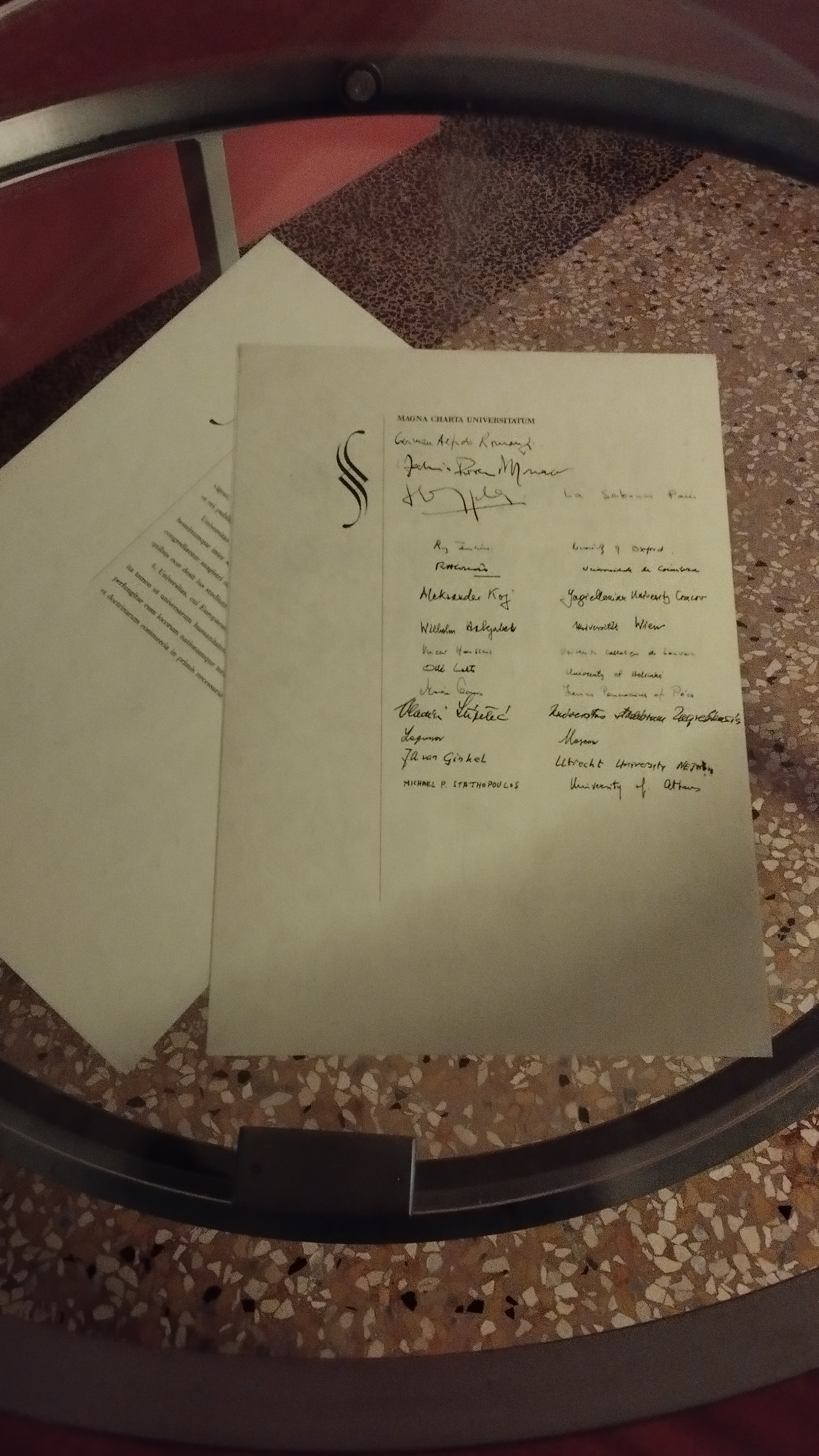
Originale della Magna Charta Universitatum

Il percorso per arrivare al Processo di Bologna si può articolare in due momenti fondamentali: l'enunciazione della Magna Charta Universitatum e la stipula della Convenzione di Lisbona.
In occasione del 900º anniversario dalla fondazione dell'Università di Bologna, nel 1988 è stata redatta la Magna Charta Universitatum con la quale vengono enunciati "i valori di fondo della tradizione universitaria" e "vuole incoraggiare il rinsaldarsi dei legami fra le Università europee, ma è aperto, per l'universalità della sua ispirazione, anche all'adesione delle Università extraeuropee". Le Università firmatarie della Magna Charta, a oggi sono 660, provenienti da 78 Paesi.
All'interno delle premesse si fa riferimento all'istruzione come l'elemento che più di tutti influenza l'avvenire dell'umanità. Nella seconda sezione, invece, vengono enunciati i "Principi Fondamentali" che esaltano: l'autonomia universitaria, soprattutto nei confronti di qualsiasi pressione del potere; l'indissolubilità tra didattica e ricerca; la libertà di insegnamento, che deve essere promossa non solo dagli istituti di istruzione superiore, ma anche dai pubblici poteri; la globalità del sapere che abbatte barriere geografiche e politiche. Infine vengono enunciati una serie di mezzi attraverso cui raggiungere gli obiettivi fissati.
Ci sono molte incitazioni ai Governi per l'aiuto che devono apportare affinché tali principi siano mantenuti. Tali Governi devono infatti sostenere la libertà di insegnamento e ricerca a tutti i livelli. La regolamentazione dello status dei docenti deve ispirarsi al principio dell'inscindibilità tra ricerca e didattica. Da parte loro, le Università promettono un'adeguata attenzione alle necessità e agli obiettivi degli studenti e alla libera circolazione delle informazioni e dei soggetti universitari. Per questo l'ultimo appello è fatto anche alle organizzazioni internazionali, affinché prendano spunto dai principi enunciati nella Magna Charta.
Insiti nel documento sono quindi presenti molti elementi che caratterizzeranno l'operato del Processo di Bologna.

### La convenzione di Lisbona (11 aprile 1997)
La "Convenzione sul riconoscimento dei titoli di studio relativi all'insegnamento superiore nella regione Europa" (cosiddetta Convenzione di Lisbona) è stata elaborata dal Consiglio d'Europa e dall'UNESCO e approvata dalla conferenza diplomatica l'11 aprile 1997 a Lisbona. Le sezioni che la compongono articolano una serie di modalità per il riconoscimento tra gli Stati sottoscrittori dei titoli di studio. Un procedimento che porterà a un'armonizzazione dei titoli a livello europeo. Le basi che pone la Convenzione riguardano molti altri obiettivi che verranno ripresi ed elaborati nel Processo di Bologna. Dal riconoscimento dei titoli di studio si vuole creare uno spazio europeo di grande mobilità per gli attori dell'istruzione. Innanzitutto, si vuol dare la possibilità per gli studenti di spendere il proprio titolo in qualsiasi istituto europeo e di poter avere garanzie sul riconoscimento di periodi di istruzione all'estero.
I titoli di studio finali devono permettere allo studente di entrare in un mercato del lavoro di livello internazionale attraverso il riconoscimento dei titoli da parte di tutte le imprese e gli enti. Per facilitare questi riconoscimenti gli Stati parte della Convenzione si impegnano alla diffusione di tutto il materiale informativo necessario sui propri corsi. Le modalità di riconoscimento dei titoli deve essere garantita a tutti quelli che ne fanno richiesta senza discriminazione alcuna e deve avere le caratteristiche di trasparenza, coerenza e affidabilità, cioè bisogna rendere note le modalità di riconoscimento del titolo, i criteri adottati devono essere i più conformi possibili agli altri istituti e devono essere condivisi dalla comunità scientifica internazionale.

### La dichiarazione della Sorbona (1998)
La Dichiarazione della Sorbona (Parigi) è stato il primo vero passo per la costituzione del Processo di Bologna. La Dichiarazione riportava il titolo L'armonizzazione dell'architettura dei sistemi di istruzione superiore in Europa e ha visto la partecipazione dei Ministri dell'Istruzione di Francia (Claude Allegre), Italia (Luigi Berlinguer), Regno Unito (Tessa Blackstone) e Germania (Jurgen Ruetters). Il preambolo su cui si basano le motivazioni degli Stati firmatari della dichiarazione della Sorbona è il consolidamento delle "dimensioni intellettuali, culturali, sociali e tecniche del nostro continente".
I Ministri si lamentano dello scarso utilizzo di strumenti per periodi di studio all'estero per gli studenti e, basandosi anche sulla Convenzione di Lisbona e sulle direttive dell'Unione Europea sulle professioni, rilanciano l'importanza del ruolo della mobilità internazionale. Inoltre prendono spunto dalla prassi della struttura in due cicli del sistema di istruzione superiore, uno di primo e uno di secondo livello per incentivare l'utilizzo dei "crediti", così come proposto dall'ECTS, e dei "semestri" per aumentare le possibilità degli studenti di continuare la loro formazione ovunque in Europa. Dalla dichiarazione si evince anche la necessità di creare programmi di studio diversificati e multidisciplinari, nonché l'utilizzo delle lingue e delle nuove tecnologie informatiche. Nel passaggio finale del documento si nomina per la prima volta la creazione dello Spazio Europeo dell'Istruzione Superiore e si fa appello agli Stati membri dell'UE di prendere parte a questo progetto.

### La dichiarazione di Bologna (1999)
La dichiarazione di Bologna dà il via ai lavori del Processo di Bologna. All'appello dei Ministri nella dichiarazione della Sorbona dell'anno precedente hanno risposto tutti gli Stati Europei. Il titolo della dichiarazione è Lo Spazio Europeo dell'Istruzione Superiore e sta a sottolineare l'impostazione Euro-centrica che si vuole dare al Processo. Un importante concetto espresso nella Dichiarazione è:
una dichiarazione che vuole racchiudere l'essenza del Processo di Bologna, e cioè la formazione di una generazione che cresca con la consapevolezza di un'Europa unita e competitiva a livello mondiale. Sempre all'interno si fa riferimento alla Magna Charta Universitatum per sottolineare l'importanza dei principi fondamentali in esso sanciti e per rinnovare l'invito agli istituti di istruzione superiore di continuare a operare nell'adeguamento all'evolversi dei bisogni e delle esigenze della società. Successivamente vengono riportati i principali obiettivi che caratterizzeranno il Processo di Bologna e cioè:
1. Armonizzazione dei titoli di studio, anche per l'impiego degli studenti nel mercato europeo e per maggiore competitività della UE;
2. Adozione di un sistema con due cicli principali. L'accesso al secondo avviene solo dopo il conseguimento del primo che ha durata minima di tre anni;
3. Consolidamento del sistema dei crediti per una maggiore mobilità degli studenti;
4. Promozione della mobilità per studenti e docenti attraverso l'abbattimento degli ostacoli che impediscono la libera circolazione;
5. Valutazione della qualità al fine di determinare volta per volta un benchmark di indirizzo per una migliore cooperazione.
6. Introduzione di un sistema di un sistema di cumulo e trasferimento crediti.[3]

Furono introdotti alcuni elementi innovativi rispetto alle precedenti dichiarazioni (anche se effettivamente il Processo di Bologna nasce dalla Dichiarazione di Bologna), come la temporalità e l'accesso dei cicli e la valutazione della qualità delle istruzioni nazionali. Nell'enunciazione degli obiettivi, gli Stati partecipanti hanno deciso come data di scadenza per la creazione dello Spazio Europeo di Istruzione Superiore, il primo decennio del 2000 con ritrovo biennale per la valutazione degli sviluppi del Processo.

### Praga (2001)
Un passo decisivo per il Processo di Bologna è il Comunicato di Praga Verso lo Spazio Europeo dell'Istruzione Superiore del 2001. Ad esso, infatti, giungono molte note da parte delle istituzioni e organizzazioni nazionali e internazionali dei principali attori dell'istruzione. Importanti contributi arrivano dall'Associazione delle università europee (EUA) e dall'Unione degli Studenti Europei (ESU, allora ESIB). Oltre al report delle azioni che gli Stati hanno compiuto nei due anni trascorsi e alla richiesta di uno sforzo maggiore nello sviluppo degli obiettivi, nel Comunicato vengono enunciati nuovi e importanti principi. Uno di questi è sicuramente il riconoscimento dell'istruzione superiore come bene pubblico e, in quanto tale, sotto l'esclusiva responsabilità pubblica. Un altro principio fondamentale è l'Apprendimento Permanente, programma che il Parlamento e il Consiglio Europeo hanno fatto loro nel 2006 con la creazione del Programma di apprendimento permanente. I Ministri Europei dell'istruzione superiore, inoltre, accolgono le richieste pervenute dagli studenti, di prendere nella dovuta considerazione la "dimensione sociale".
Le componenti attive del Processo di Bologna aumentano in modo considerevole. Innanzitutto all'interno della Conferenza dei Ministri vengono creati due gruppi (il Gruppo dei Seguiti e il Gruppo di Preparazione) che si occupano del proseguimento dei lavori del Processo.
La conferenza dei Ministri, inoltre, si dà l'obbligo di consultare l'Associazione delle università europee (EUA), l'Associazione Europea delle Istituzioni di Istruzione Superiore (EURASHE), l'Unione degli Studenti Europei (ESU) e il Consiglio d'Europa per un miglior lavoro del Processo. Infine dà incarico alle reti dei centri nazionali di informazione (ENIC e NARIC) di promuovere l'armonizzazione dei titoli di studio, e alla Rete Europea della Qualità nell'Istruzione Superiore (ENQA) di vigilare sull'effettiva risposta in termini di qualità dei servizi degli Istituti di Istruzione.

### Berlino (2003)
Nella Conferenza di Berlino del 2003 intitolata Realizzare lo Spazio Europeo dell'Istruzione Superiore parteciparono ulteriori Paesi, anche non facenti parte dell'Unione europea, nonché i rappresentanti dello Spazio Comune per l'istruzione Superiore dell'Unione Europea, dell'America Latina e dei Caraibi (EULAC).
L'interesse per il Processo di Bologna da parte di Stati e organizzazioni extra-europee, infatti, si rivela essere molto alto. Già 4 anni dopo l'inizio dei lavori, uno degli obiettivi primari del Processo, e cioè quello dell'attrattività del sistema europeo di istruzione superiore, inizia a dare i suoi frutti. Iniziano ad arrivare anche i primi report nazionali sullo sviluppo delle promesse delle Conferenze passate, ma anche i rapporti delle organizzazioni che partecipano al Processo in modo consultivo. La novità principale del Comunicato di Berlino è senza dubbio la commistione dello Spazio Europeo dell'Istruzione Superiore con lo Spazio Europeo della Ricerca e l'inserimento di un terzo ciclo nel sistema dei cicli. Quello della ricerca diventerà nelle conferenze successive, uno degli obiettivi primari del Processo. Altro elemento di novità è la volontà dei Ministri di indagare più approfonditamente sulle condizioni socio-economiche degli studenti, così da poter sviluppare un programma di sostegno per gli studenti più svantaggiati e permettere loro di esprimere al pari degli altri, le proprie eccellenze. Sempre nella Convenzione di Berlino viene esposto il metodo di accettazione delle candidature dei Paesi che vogliono partecipare al Processo di Bologna. Tali "domande di adesione dovranno contenere informazioni circa il modo in cui essi attueranno i principi e gli obiettivi della dichiarazione". Inoltre, oltre a ribadire l'importanza della collaborazione con le organizzazioni internazionali già espresse nella Convenzione di Praga del 2001, viene inserito nell'elenco degli organi consultivi del Processo, anche l'UNESCO/CEPES (UNESCO – Centro Europeo per l'Istruzione Superiore).

### Bergen (2005)
Il Comunicato di Bergen (Norvegia), è intitolato L'Area Europea dell'Istruzione Superiore – Conseguire gli Obiettivi. I principali obiettivi del Processo stanno dando i primi risultati e la maggior parte degli Stati ha già attivato una serie di misure per lo sviluppo e la promozione di questi. La struttura in cicli dà istruzione alla metà degli studenti in gran parte dei Paesi. Si chiede ai Governi, però, di migliorare la spendibilità del titolo del primo ciclo nel mercato del lavoro, creando anche un mercato ad hoc negli enti pubblici. La Convenzione di Lisbona sul riconoscimento dei titoli di studio è stata ratificata da 36 Stati, sui 45 partecipanti al Processo. Per quanto attiene alla valutazione della qualità i Ministri hanno dato incarico a ENQA, EUA, EURASHE ed ESU (che andrà a formare il gruppo cosiddetto E4) di creare un registro europeo degli organismi di valutazione basato su scala nazionale, che entrerà in funzione nel 2008 (EQAR). Tra incarichi, nuovi obiettivi e sproni a un maggiore sforzo, spuntano due elementi importanti, anche se poco approfonditi. Uno di questi due è il riconoscimento della sostenibilità del finanziamento degli istituti di istruzione superiore. Pur garantendo l'autonomia dovuta, le Università devono adeguarsi alle nuove riforme messe in atto dalle legislazioni nazionali sulla base degli obiettivi del Processo di Bologna. Pertanto, ricordando che l'istruzione è un bene pubblico, deve essere finanziato dallo Stato e in maniera tale da mantenere la suddetta autonomia e permettere le trasformazioni richieste. Il secondo elemento che risalta è il principio della cittadinanza attiva. In realtà è un principio espresso implicitamente più volte nelle dichiarazioni precedenti e vuole indicare la necessità di rendere gli attori base dell'istruzione (studenti, docenti, ricercatori e personale amministrativo), parte attiva nelle proprie scelte di cittadino.

### Londra (2007)
L'art. 1.3 della dichiarazione di Londra Verso lo spazio europeo dell'istruzione superiore: rispondere alle sfide di un mondo globalizzato, concentra in sintesi i principi e gli obiettivi che i Ministri promisero di seguire nel Processo di Bologna:
Il Processo di Bologna si è caratterizzato dalla necessità di influire anche in settori diversi da quelli di competenza. Come già si è visto, i governi degli Stati parte, sono stati chiamati in causa per la sostenibilità finanziaria degli Istituti di Istruzione Superiore. In questa dichiarazione, invece, vengono richiamati per la loro responsabilità nel rilascio di visti, permessi di soggiorno e di lavoro. Ma la Conferenza chiama spesso in causa anche la Commissione europea e il Consiglio d'Europa, ai quale chiede l'agevolazione (a volte anche finanziaria) dei lavori del Processo, soprattutto in merito a studi che riguardano il loro programma di apprendimento permanente (PAP). È il caso dei "quadri dei titoli nazionali" (qualifications frameworks), i quali, come richiesto, dovranno combaciare con i quadri dei titoli generali per favorire la mobilità.
A tre anni dalla creazione dello Spazio Europeo dell'Istruzione Superiore, vista la buona risposta che il Processo ha dato nei confronti della globalizzazione, i ministri dichiarano di voler continuare la collaborazione internazionale anche dopo il 2010.

### Lovanio (2009)
Dopo la crisi economico-finanziaria che ha colpito il mondo intero a partire dal 2008, molti Stati si sono visti obbligati, per timore di maggiori conseguenze, a effettuare disinvestimenti in molti settori, tra cui anche quello dell'istruzione. L'incontro di Lovanio (Belgio) Lo Spazio Europeo dell'Istruzione Superiore nel prossimo decennio, ha però, saputo ricomporre la situazione dando delle ragionevoli priorità.
Viene successivamente rafforzata l'idea dell'istruzione come responsabilità pubblica e della copertura delle risorse a essa necessarie, al fine di conseguire gli obiettivi preposti dal Processo. Molti dei punti programmatici del Processo, comunque, sono già stati acquisiti da molti stati o sono in piena fase di attuazione. L'uniformità del Processo in tutti i Paesi parte richiederà altro tempo. Per questo e per rilanciare lo Spazio Europeo di Istruzione Superiore verso nuovi obiettivi, i Ministri hanno deciso di rivedere una nuova programmazione che arrivi al 2020. I caratteri che vorrà avere l'Europa della conoscenza sono la creatività e l'innovazione.

### Budapest e Vienna (2010)
Nella Conferenza tenutasi a Budapest e Vienna l'11 e 12 marzo 2010 si è finalmente varato lo Spazio Europeo dell'Istruzione Superiore. La partecipazione dalla Dichiarazione di Bologna del 1999 è aumentata considerevolmente (47 firmatari), così anche l'interesse per il Processo da parte di Stati e Organizzazioni in materia provenienti da altre parti del mondo. Insieme ai successi conseguiti si tiene conto anche delle critiche che sono giunte negli anni, soprattutto in seguito alle manovre statali del dopo-crisi, da parte di molte organizzazioni nazionali. La giustificazione parziale dei Ministri in merito a ciò riguarda la cattiva interpretazione che si è fatta del Processo di Bologna, ma anche la mancata attuazione di alcuni obiettivi da parte dei governi nazionali. Inoltre, nella convinzione che "l'istruzione superiore sia uno stimolo fondamentale per lo sviluppo sociale ed economico", i Ministri si impegnano "nonostante il contesto economico difficile, ad assicurare che le istituzioni di istruzione superiore dispongano delle risorse necessarie".

### Bucarest (2012)
La riunione Ministeriale per verificare i progressi compiuti e portare avanti l'Agenda di Lovanio è stata ospitata dalla Romania, a Bucarest, nel 2012.

## Caratteristiche
Il Processo di Bologna è un processo di riforma del sistema di istruzione superiore a carattere internazionale. Costituito nel 1999 presso l'Università di Bologna, si prefiggeva di realizzare entro il 2010 uno Spazio Europeo dell'Istruzione Superiore (SEIS). Il Processo di Bologna non è vincolante per i Governi dei Paesi che vi aderiscono. Ogni Stato, infatti, decide di volta in volta se e quale procedimento adottare. Le politiche di indirizzo del Processo di Bologna sono volte esclusivamente a un obiettivo comune e definito.
Ugualmente si è sempre espressa la volontà di non influire sull'autonomia né delle politiche dell'istruzione nazionali, né sulle autonomie degli istituti di istruzione superiore anzi, si è dato sempre risalto alle specificità che li contraddistinguono. Le finalità espresse nel Processo di Bologna e ampiamente condivise dagli enti che vi fanno parte mirano a una riorganizzazione in senso comunitario delle politiche sull'istruzione, mettendo a disposizione tutti i mezzi necessari al suo raggiungimento. Più specificamente il Processo di Bologna prevedeva, e prevede tuttora, una serie di punti cardine da cui si diramano gli altri obiettivi. Innanzitutto si vuole creare l'offerta di un'ampia base di conoscenze di alta qualità per assicurare lo sviluppo economico e sociale dell'Europa, così da rendere la Comunità più competitiva a livello internazionale.
Altro obiettivo primario è quello di aumentare la capacità attrattiva dell'istruzione superiore verso i paesi non europei. In ambito interno, invece, il Processo di Bologna vuole costruire un'organizzazione didattica sempre più in sintonia con il veloce mondo globale e con gli interessi della Comunità, tale da garantire, per controparte, una migliore spendibilità del titolo di studio nel mercato del lavoro all'interno di tutta l'area europea. Per rendere questo obiettivo attuabile, un passo precedente deve essere la trasparenza e leggibilità dei percorsi formativi e dei titoli di studio o meglio – come si renderà necessario nel prosieguo dei lavori del Processo – un'armonizzazione dei titoli di studio per renderli comparabili tra le diverse istituzioni. Questo si rivelerà, inoltre, uno dei punti cardine dell'obiettivo "mobilità".

Con il tempo gli obiettivi primari del Processo si sono molto sviluppati e allargati, andando a comprendere anche lo Spazio Europeo della Ricerca (ERA – European Research Area), parte del progetto della Commissione Europea per l'apprendimento permanente.
Come si può notare, a far parte del Processo di Bologna non c'erano solo i vari responsabili nazionali dell'istruzione, ma anche molte altre istituzioni e organizzazioni internazionali ed europee, che hanno dato un grande contributo alla piena applicazione del Processo. Infatti la sua realizzazione può dirsi sicuramente ripartita a tutti i livelli: a partire dalle stesse Conferenze internazionali e intergovernative, dai Ministri e dai responsabili nazionali dell'istruzione, dalle organizzazioni internazionali e nazionali degli attori del Processo fino alle singole Università, Facoltà e Dipartimenti, tutti hanno contribuito alla nascita dello Spazio Europeo dell'Istruzione Superiore.

### Motivazioni
Il Processo di Bologna nasce da una sensibilità diffusa di rendere il processo di formazione europeo il più competitivo possibile con gli altri sistemi mondiali. La Comunità Europea ha una forte sensibilità nel campo dell'istruzione, reputandolo uno dei principali strumenti per lo sviluppo economico, politico e sociale. Queste aspettative, nel tempo, sembrano aver dato ragione ai promotori del Processo di Bologna poiché, attraverso un'importante spinta pubblicistica verso l'esterno, hanno conquistato il consenso di molti Stati non appartenenti all'area europea (dai 31 Paesi ed enti firmatari del Processo di Bologna si è arrivati a 47 nel 2010). È un'importante conquista politica per l'Unione Europea, che tiene le redini di un procedimento di evoluzione della giurisprudenza internazionale di grande portata. Dalle prime comunità internazionali a oggi si sono fatti numerosi passi avanti.
Con il XXI secolo, rispetto agli altri periodi, si è manifestata una spinta diffusa di internazionalismo, spostando la prassi della sovranità statale verso un'internazionalizzazione più accentuata. Le giurisprudenze internazionali, infatti, stanno iniziando a regolamentare oggetti che fino a pochi decenni fa erano appannaggio esclusivo degli Stati. Anche se il Processo di Bologna non vincola gli Stati ad applicare le norme richieste, tutta una serie di accordi e di trattati e di relazioni extra-nazionali, spingono gli Stati ad attuarli. Fondamentale, a tal riguardo, è la Convenzione sul riconoscimento dei titoli di studio relativi all'insegnamento superiore nella regione Europa (cosiddetta Convenzione di Lisbona del 1997), con la quale gli Stati si impegnano a riconoscersi reciprocamente i titoli accademici finali. In Italia si è provveduto alla ratifica in forma solenne della Convenzione con legge parlamentare 148/02, nella quale, all'art. 9, il Parlamento abroga commi di leggi nazionali precedenti. Con la Convenzione di Lisbona si sono inoltre poste le basi per la consuetudine di considerare l'istruzione come un diritto dell'uomo.
Negli anni successivi e con l'avvio del Processo di Bologna si sono susseguiti una serie innumerevole di documenti, rapporti e comunicazioni ufficiali che hanno maggiormente stretto la collaborazione tra gli Stati e avviato un processo di assimilazione delle consuetudini che permetterà una completa giurisprudenza internazionale in materia. Ulteriore elemento importante risulta dall'adeguamento richiesto anche in settori diversi da quello dell'istruzione, ma che con esso in parte collaborano. È il caso del settore economico-finanziario, riguardo ai finanziamenti richiesti per l'istruzione, e di quello del ministero degli Affari Esteri e dell'Interno, per le richieste pervenute sul rilascio dei visti per gli studenti stranieri.

## Punti fondamentali

### Lo Spazio Europeo dell'Istruzione Superiore (SEIS)
Obiettivo primario del Processo di Bologna è sicuramente la creazione di uno Spazio Europeo dell'Istruzione Superiore. Da quest'obiettivo partono poi, tutte le altre operazioni di armonizzazione dei sistemi di istruzione degli Stati parte. Il termine è stato probabilmente coniato da un'espressione della Dichiarazione della Sorbona. I Ministri parte del Processo di Bologna hanno rispettato la scadenza prefissata per la sua creazione, emanandolo nella Conferenza di Budapest e Vienna nel marzo 2010.
Lo Spazio Europeo dell'Istruzione Superiore ha adottato i principi derivanti dalla Magna Charta Universitatum e ha contribuito a una sempre maggiore sinergia e collaborazione tra tutti gli organismi e gli attori del mondo dell'istruzione, a partire dagli studenti fino ad arrivare ai rappresentanti del mondo del lavoro e sindacale. A oggi, però, sono ancora molti gli obiettivi da raggiungere per rendere effettivo il SEIS, come già dichiarato dai contributi derivanti dalle maggiori organizzazioni che partecipano al Processo (ESU, EUA, EURASHE), e come affermato dagli stessi ministri nella Dichiarazione di Budapest e Vienna. Ricordiamo che, a partire dal 2008, l'intero globo è stato colpito da una forte crisi economico-finanziaria, a cui sono seguite molte e gravose misure riparative da parte di Governi nazionali e organizzazioni internazionali. Tali misure, in molte occasioni, hanno toccato duramente anche il settore dell'istruzione. Nelle dichiarazioni che si sono succedute, gli Stati hanno sempre affermato che reputavano l'istruzione superiore una responsabilità pubblica e in quanto tale si impegnavano a finanziare in maniera adeguata e sostenibile tale settore. Solo nell'incontro ministeriale di Leuven (2009) si fa riferimento alla "ricerca di fonti e metodi di finanziamento nuovi e diversificati". Purtroppo molte delle affermazioni contenute nelle dichiarazioni sono state disattese, e non solo quelle provenienti dagli incontri ministeriali del processo di Bologna. Non è mai stato raggiunto per molti Stati partecipanti, la quota prestabilita del 3% del PIL della spesa pubblica per l'istruzione superiore. La maggior parte degli Stati, infatti, investe attorno all'1% del PIL, e l'Italia è penultima nella graduatoria di investimento, prima solo della Bulgaria. In un tale contesto è difficile ritenere valida la possibilità di uno sviluppo e di una buona attrattività verso l'estero per lo SEIS.

### La dimensione sociale
Il tema della dimensione sociale dello SEIS è stata sollevata dagli studenti dell'ESU nelle rilevazioni per la Conferenza di Praga del 2001. È grazie a questa richiesta che si è arrivati a considerare 
(Bologna Process - Scheda informativa sulla dimensione sociale)
 La Dimensione Sociale ha unito molte espressioni di principi e valori da considerare. Oggi, tale espressione include i principi di uguaglianza, opportunità e coesione sociale, nonché espressione personale e accessibilità universale nella garanzia di condizioni adeguate per il completamento degli studi. È un passo che coincide con quello che in Italia è definito "Diritto allo Studio", garantito costituzionalmente dall'art.34 Cost. Sempre nella dimensione sociale sono inserite le richieste per un coinvolgimento attivo a tutti i livelli, di tutti gli attori del mondo dell'istruzione, in particolar modo degli studenti e dei gruppi sotto-rappresentati (ricercatori, dottorandi, ecc.). Anche se la Dimensione Sociale è un concetto che va assemblato tra le varie Dichiarazioni ministeriali, dimostrazione del fatto che ha sempre goduto di un alto grado di considerazione, non sono stati fatti molti passi avanti nel suo sviluppo. Riprendiamo un passo dal Bologna with Student Eyes 2009 dell'ESU:
A quanto rilevato dagli studenti dell'ESU la dimensione sociale deve ancora fare molti progressi.

### Il sistema dei cicli
Inizialmente il sistema di istruzione superiore doveva comprendere due cicli, uno di primo e uno di secondo livello. Il primo doveva avere almeno durata triennale e doveva essere un requisito per l'accesso al secondo ciclo. Con il tempo si è arrivati a inglobare nel sistema dei cicli anche il dottorato di ricerca. Questo sistema combacia con le richieste della Convenzione di Lisbona sul riconoscimento dei titoli anche se in realtà si inserisce in un quadro più ampio e articolato. È stata una grande sfida per gli Stati adeguarsi a questo sistema (e tuttora esistono incongruenze e problemi), ma l'omologazione della durata dei percorsi di studio a livello internazionale permette agli studenti di poter scegliere il percorso più idoneo alle proprie caratteristiche e sviluppare le proprie inclinazioni in diversi paesi.
Generalmente il primo ciclo è indicato con il nome bachelor e ha durata triennale o quadriennale, mentre il secondo è il master, di durata annuale o biennale. Il terzo ciclo, ossia il dottorato, non ha ancora una regolamentazione e una standardizzazione precisa, chiaro volere della conferenza dei Ministri. Questa caratteristica del cosiddetto "3 più 2" ha lo scopo di dare la possibilità allo studente d'inserirsi immediatamente nel mondo del lavoro. Un obiettivo del Processo era infatti un miglior collegamento con il mercato del lavoro in ciascun ciclo, comportando anche un cambiamento nelle modalità di assunzione per le amministrazioni pubbliche. L'inserimento del terzo ciclo, invece, dà la possibilità agli studenti di partecipare più facilmente all'accrescimento della competitività dell'Unione Europea nel mondo.

### Il sistema dei titoli
Il "sistema dei titoli" è stato elaborato nella Convenzione di Lisbona nel 1997 da UNESCO e Consiglio d'Europa ed è stato ratificato dalla maggior parte degli Stati parte del Processo di Bologna. Si tratta del primo grande tentativo di armonizzare i titoli rilasciati dagli istituti di istruzione superiore. Si è giunti, oggi, alla contemplazione di un quadro generale dei titoli ai quali si dovranno adeguare i quadri dei titoli nazionali.
Nell'aprile del 2008 il Parlamento Europeo ha formalmente adottato il quadro dei titoli per l'apprendimento permanente (European Qualifications Framework For LifeLongLearning - EQF-LLL), ma il Bologna Stocktaking Report del 2009 ha mostrato che solo sei Paesi hanno sviluppato un quadro nazionale dei titoli compatibile con il quadro generale dei titoli dello SEIS.

### Il sistema dei crediti
Il sistema dei crediti è il metodo di descrizione dei programmi di studio sulla base, appunto, di crediti (in Italia sono i CFU – Crediti Formativi Universitari). Si basa sul sistema ECTS (European Credit Transfer and Accumulation System), sviluppato a partire dal 1989 nel Programma di mobilità europeo ERASMUS. 
((Commissione Europea – ECTS, Sistema Europeo di Accumulazione e Trasferimento dei Crediti))
 È il principale metodo per facilitare il riconoscimento dei titoli e la loro trasparenza e facilità di comprensione. Permette, quindi. di facilitare la mobilità europea. Il sistema ECTS ha calcolato in 60 crediti l'attività di uno studente a tempo pieno in un anno. In questo modo un credito rappresenta un carico di lavoro compreso tra le 25 e le 30 ore (calcolato su 36/40 settimane di studio l'anno). L'UE rilascia agli istituti che meglio sanno impiegare il sistema ECTS il "Marchio ECTS". Per il periodo 2009-2013 il marchio ECTS è stato vinto, per l'Italia, dall'Università degli Studi di Parma, dall'Università di Bologna e dall'Università LUMSA di Roma. L'utilizzo del sistema ECTS si sta ancora diffondendo (ed è guardato con apprezzamento in altre parti del mondo), e si inserisce in un quadro più ampio di manovre nazionali per l'abbattimento delle barriere e l'armonizzazione dei titoli.

### La mobilità
La mobilità è uno dei punti chiave del Processo di Bologna. Non è un obiettivo che precede una singola manovra, ma è il risultato delle iniziative congiunte del sistema dei titoli, di quello dei crediti e dei cicli. Oggi la mobilità è promossa dall'Unione Europea attraverso una serie di progetti che spronano studenti e docenti a trasferimenti formativi.
Inoltre, ha sicuramente un ruolo chiave nel Programma di apprendimento permanente voluto dall'UE. I maggiori programmi sono ERASMUS, che negli ultimi anni si è allargato anche al personale degli Atenei e delle imprese; il programma Leonardo Da Vinci, più indicato per un primo avviamento alla professione; il programma TEMPUS, il cui scopo è quello di sostenere lo scambio tra i paesi UE e quelli confinanti (principalmente balcanici e mediterranei).

### Assicurazione della qualità
Come per la dimensione sociale, anche l'assicurazione della qualità dell'istruzione è stato un problema sollevato dagli studenti e accettato di buon grado dai Ministri. La strada che si è scelta per arrivare a una buona copertura nazionale e internazionale dell'assicurazione della qualità è quella dell'istituzione da parte di tutti gli Stati di un organo, che dovrebbe essere esterno alle dinamiche politiche, dotato di una buona partecipazione di tutti gli attori dell'istruzione, che si relazioni con le altre agenzie nazionali attraverso una rete europea. Una monitorizzazione della qualità a tutti i livelli, a partire dai corsi di laurea, fino ad arrivare alle relazioni dell'ENQA. Come riportato dal Focus on higher education 2010 di Eurydice, a oggi, quasi tutti gli stati hanno istituito almeno un'agenzia di assicurazione della qualità (solo Moldavia, Slovacchia, Turchia e Ucraina hanno un sistema governativo di controllo della qualità, mentre la Bosnia-Erzegovina è ancora nella fase di creazione di un ente), ma lo sviluppo maggiore si è avuto a livello europeo, con la creazione di un registro delle agenzie nazionali (EQAR) e dell'emanazione di standard e linee guida che queste devono seguire (ESG). In Italia, l'Agenzia (ANVUR) ha ricevuto la comunicazione ufficiale di essere stata accreditata dall'ENQA (European association for quality assurance in higher education) nel mese di luglio del 2019. L'accreditamento internazionale avrà una durata di 5 anni e una verifica intermedia entro il 2021.

### Apprendimento continuo
L'apprendimento continuo è uno dei primari obiettivi non solo del Processo di Bologna, ma anche e soprattutto per l'UE. L'apprendimento continuo, infatti, è ritenuto il principale strumento affinché la comunità europea possa godere delle eccellenze delle giovani generazioni e aumentare così la propria competitività economica e politica nel mondo. Il sistema di apprendimento continuo prevede una costante formazione dell'individuo a tutti i livelli, da quello dell'istruzione superiore, al dottorato, alla formazione professionale aziendale. Un flusso ininterrotto di nozioni e aggiornamenti e la possibilità di usufruirne in tutto il continente europeo. Questo obiettivo è stato la principale motivazione dell'aggiunta del dottorato nel sistema dei cicli, portandolo da due a tre. Un documento importante a tal riguardo è la European Universities Charter on Lifelong Learning dell'EUA, in cui sono elencati le principali operazioni che sia le università, sia i governi devono impegnarsi a compiere.

### Apertura internazionale
Quello dell'apertura internazionale è stata probabilmente la principale preoccupazione dei ministri dell'istruzione. È indubbio che un'apertura internazionale porti notevoli vantaggi per la comunità europea e per i singoli paesi. L'apertura internazionale ha una duplice funzione: da un lato vuole uscire verso l'estero, dall'altro vuole attrarre i paesi esteri alla comunità. Quindi, oltre alla competitività, c'è anche il fattore attrazione. Mentre la prima, soprattutto dopo la crisi del 2008, fa ancora molta fatica a crescere, molti Stati extra-europei hanno apprezzato molto il Processo di Bologna e i suoi obiettivi, tanto da riprenderli in parte e iniziare a porre le basi per una collaborazione globale.

## Partecipanti

Stati coinvolti nel processo di Bologna

### I governi degli Stati europei
A partire dalla Dichiarazione della Sorbona, a Parigi, del 1998, in cui c'erano i ministri dell'istruzione di Italia, Francia, Regno Unito e Germania, si è passati attraverso una sempre più forte partecipazione. Già nella Dichiarazione di Bologna del successivo anno si potevano contare 29 Ministri provenienti da Austria, Belgio, Bulgaria, Danimarca, Estonia, Finlandia, Francia, Germania, Grecia, Islanda, Irlanda, Italia, Lettonia, Lituania, Lussemburgo, Malta, Norvegia, Paesi Bassi, Polonia, Portogallo, Romania, Repubblica Slovacca, Repubblica Ceca, Slovenia, Spagna, Svezia, Ungheria, Svizzera e Regno Unito. La Convenzione di Praga del 2001 vide la partecipazione anche di Croazia, Cipro e Turchia. Già nel 2003, con la Convenzione di Berlino, il numero sale a 40, aggiungendo le nuove adesioni di Albania, Andorra, Bosnia ed Erzegovina, ex-Repubblica Jugoslava di Macedonia, Russia, Città del Vaticano, Liechtenstein, Serbia e Montenegro. Altri 5 se ne aggiungono a Bergen nel 2005: Armenia, Azerbaigian, Georgia, Moldavia e Ucraina. Nel 2007 si aggiunge il Montenegro, nel 2010 il Kazakistan e nel 2015 la Bielorussia.
A oggi i Paesi firmatari del Processo di Bologna sono 48. Inutile dire che la spinta di attrazione che si era prefissato sin dall'inizio il Processo di Bologna ha dato notevoli soddisfazioni. Non solo la ristretta Comunità Europea sta partecipando a questi lavori, ma anche molti degli Stati confinanti. Un particolare da notare è il caso del Montenegro che nonostante la sua autonomia avvenuta solo nel 2006, ha continuato a partecipare ai lavori processuali. Forse è la spinta internazionalistica che si sta assumendo nell'ultimo periodo, che spinge gli Stati a prendere parte attiva a lavori che limitano molto la loro sovranità nazionale(anche se le suddette Dichiarazioni non vincolano gli Stati), o forse è dato dal timore di non voler rincorrere le "grandi", ma di partecipare insieme a loro nelle decisioni comunitarie e, magari, partecipare alla distribuzione di sostegni da parte della comunità internazionale.

### Gli enti europei

#### BFUG (Bologna Follow-Up Group)
Il Gruppo dei Seguiti di Bologna è stato istituito nella conferenza di Praga (v. infra par. 3.3.c) al fine di continuare il lavoro del Processo di Bologna nel periodo intercorrente tra le conferenze ministeriali biennali. Esso è composto da 47 membri, uno per ogni Stato firmatario del Processo di Bologna e dalla Commissione Europea come membro aggiuntivo. Vi partecipano a titolo consultivo otto membri: Consiglio d'Europa, UNESCO/CEPES, EUA, ESU, EURASHE, ENQA, EI, BusinessEurope. Il Gruppo dei seguiti di Bologna si incontra ogni sei mesi ed è presieduto dal Paese della presidenza di turno dell'Unione Europea. A partire dal 1º luglio 2009 ha un suo apparato amministrativo che è la Segreteria di Bologna, con sede a Bruxelles. Dal 1º luglio 2010, inoltre, sia la presidenza del Processo di Bologna, sia del Gruppo dei Seguiti sarà presieduta dal Paese della presidenza di turno dell'UE e da un paese non-membro dell'UE in ordine alfabetico (a partire dall'Albania). L'ultimo documento redatto dal gruppo dei seguiti è stato il 2009-2012 Work Plan, in cui sono presenti schematicamente le azioni da intraprendere nei vari settori chiave: dimensione sociale, quadro dei titoli, apertura internazionale, mobilità, riconoscimento, rapporti di attuazione del Processo di Bologna e i meccanismi di trasparenza. Oltre a ciò, il Gruppo dei Seguiti di Bologna deve provvedere anche all'organizzazione di continui seminari di aggiornamento sul Processo e all'organizzazione delle successive conferenze.

#### Commissione Europea
La Commissione europea gioca un ruolo importantissimo nel Processo di Bologna. Ha sempre sostenuto le iniziative di azione per lo sviluppo dell'istruzione europea e la nascita dello Spazio Europeo dell'Istruzione Superiore. A differenza degli altri organi UE, non è composta da membri nazionali istituzionali, bensì da 27 membri (uno per ogni Stato UE) scelti tra le personalità di spicco. Essi devono inoltre essere indipendenti dai governi nazionali che lo indicano. Sicuramente il contributo che ha apportato al Processo è stato indispensabile, soprattutto in merito allo sviluppo di programmi internazionali come il Programma di apprendimento permanente o i programmi di mobilità e, sicuramente anche per l'istituzione di organismi e reti internazionali per agevolare il raggiungimento degli obiettivi del Processo. I contributi della Commissione Europea sono esplicati nel documento The EU contribution to the Europe Higher Education Area.

#### Il Consiglio d'Europa
Pur essendo un organo non facente parte dell'Unione Europea, il Consiglio d'Europa ha dimostrato subito una forte attenzione ai temi dell'istruzione e della competitività dell'area continentale nel mondo. Il contributo più importante sicuramente è stata la Convenzione di Lisbona ("Convenzione sul riconoscimento dei titoli di studio relativi all'insegnamento superiore nella regione europea") del 1997, elaborata in collaborazione con l'UNESCO. Altro elemento fondamentale è stata la costituzione nel 1954 della Convenzione Culturale Europea, un primo abbozzo di quella che oggi è lo Spazio Europeo di Istruzione Superiore. Il Consiglio fa parte degli organi consultivi del Processo di Bologna e del gruppo dei seguiti di Bologna.

#### Unesco - Cepes
UNESCO/CEPES è un progetto dell'UNESCO del 1972. CEPES sta per Centre européen pour l'enseignement supérieur (Centro Europeo per l'istruzione Superiore). Per sua missione L'UNESCO/CEPES "...promuove la cooperazione e fornisce supporto tecnico nel campo dell'istruzione superiore tra gli Stati membri dell'UNESCO nel Centro, Est e Sud-Est Europa". Collabora con il Gruppo dei seguiti di Bologna analizzando e ricercando le politiche per un miglior sviluppo dell'istruzione, nonché elaborando progetti di sviluppo e riforma di tali politiche.

#### EUA (European University Association)
L'EUA è l'organizzazione che riunisce tutte le Università Europee. Nasce durante il Processo di Bologna (2001) dalla fusione tra Association of European University e Confederation of European Union Rectors Conferences. Nella stessa conferenza (Conferenza di Salamanca), gli oltre 300 istituti di istruzione superiore firmarono un messaggio rivolto al Processo di Bologna. Molti dei punti e delle osservazioni in esso descritte sono state prese in considerazione e adottate dai Ministri. Innanzitutto sono stati ripresi i principi di autonomia degli istituti di istruzione e della responsabilità pubblica, nonché lo stretto rapporto tra didattica e ricerca, lo sviluppo individuale e la cittadinanza attiva. L'EUA ha sempre incoraggiato, nel suo lavoro di membro consultivo del Gruppo dei seguiti di Bologna, la crescita della mobilità, la costruzione di un quadro dei titoli uniforme, come anche la necessità di attrattività verso l'esterno. Oggi l'EUA conta 750 istituti universitari provenienti da 46 Stati diversi e rilascia al Processo di Bologna i rapporti "Trends".

#### ESU (European Students Union)
L'ESU (ex ESIB – European Union of Students in Europe) è l'organizzazione internazionale che raggruppa le principali associazioni universitarie di 37 nazioni. È uno degli 8 membri consultivi del Gruppo dei Seguiti di Bologna al quale pubblica ogni due anni un rapporto sullo stato degli studenti dell'Area di Istruzione Superiore Europea, dal nome Bologna With Student's Eye. In esso vengono indicati anche le manovre sull'istruzione compiute dai ministri nazionali e come queste dovrebbero migliorare. Negli ultimi rapporti (Bologna with students eyes 2007 e Bologna at the finish line) i rappresentanti dell'ESU sono stati molto critici verso l'immobilismo degli ultimi anni dei Ministri e dei Governi nazionali. Credendo fermamente nell'istruzione e nella ricerca come base per lo sviluppo economico, chiedono ai Governi di riprendere in mano le manovre iniziate e di appropriarsi della responsabilità dell'istruzione come bene pubblico.

#### EURASHE (European Association of Institution in Higher Education)
L'EURASHE è un'associazione internazionale non-profit che riunisce gli istituti di istruzione superiore. La sua missione è di promuovere gli interessi dell'istruzione superiore professionale tra i membri dei Pesi dell'Unione Europea e degli Altri Paesi dell'Europa. Uno dei suoi principali obiettivi è di difendere gli interessi professionali degli istituti di istruzione superiore e di incoraggiare l'importanza e la qualità dell'istruzione in Europa. Nell'Ultimo rapporto dell'EURASHE intitolato 10 Commitments ci sono una serie di punti schematici sui vari obiettivi del Processo. Anche per l'EURASHE, come l'EUA e l'ESU il Processo di Bologna ha fatto grandi progressi rispetto al passato, ma ancora non ha raggiunto quel grado di sviluppo auspicato.

#### EI (Education International Pan-European Structure)
L'EI rappresenta 30 milioni di insegnanti e di lavoratori della conoscenza. Sostanzialmente raggruppa i principali sindacati della conoscenza e degli istituti di istruzione del mondo. Quella che partecipa al Gruppo dei seguiti di Bologna è la sottosezione dell'Education International europea, e cioè la Pan-European Structure.

#### BusinessEurope
BusinessEurope è la confederazione europea degli industriali. La sua presenza all'interno del Processo di Bologna è determinata dal fatto che si ritiene fondamentale la collaborazione con il mercato del lavoro. Come già indicato, si è cercato e si sta cercando di attuare delle misure che diano la possibilità agli studenti di inserirsi nel mondo del lavoro con il riconoscimento dei titoli di studio di tutti e tre i cicli (bachelor, master e dottorato).

#### ENQA (European Association of Quality Assurance)
L'ENQA è l'Associazione Europea per l'Assicurazione della Qualità dell'istruzione superiore, voluta espressamente dal Consiglio dell'Unione Europea e richiesta dal Processo di Bologna. La Commissione Europea finanzia le sue attività sin dalla sua costituzione. L'ENQA riunisce tutte le Agenzie di valutazione della qualità dell'istruzione nazionali e coordina e vigila il loro operato. Insieme a ESU, EUA ed EURASHE (cosiddetto E4), ha elaborato per il Processo di Bologna delle linee guida e degli standard che le agenzie nazionali devono seguire (ESG - Standards and Guidelines for Quality Assurance in the European Higher Education Area). Grazie a questo strumento possono periodicamente monitorare e relazionare l'attività delle agenzie nazionali, così da suggerire ai Ministri del Processo su quali punti c'è bisogno di una maggiore concentrazione.

#### NARIC (National Academic Recognition Information Centres) ed ENIC (European Network of Information Centres)
NARIC ed ENIC riuniscono i centri di informazione europei sullo stato dell'istruzione superiore. Sono uno strumento importante per il Processo e molte volte interpellato dai Ministri per rendere nota dello stato di adeguamento degli Stati alle direttive del Processo.

#### Eurydice
Eurydice è stata istituita dalla Commissione europea nel 1980, per incrementare la cooperazione nel settore educativo, migliorando la conoscenza dei sistemi e delle politiche. Collabora con il Consiglio d'Europa, l'OCSE e l'UNESCO attraverso la raccolta dati, l'analisi e il controllo delle informazioni. Grazie alle pubblicazioni di Eurydice che di norma hanno il nome di Focus on higher education, tutti possono avere un'idea dello stato di avanzamento del Processo di Bologna per ogni singolo Stato e per l'Europa nel suo complesso.

## In Italia
L'Italia è stata uno dei primissimi paesi ad adattare il proprio sistema universitario al nuovo sistema delineato nel processo di Bologna (in alcune università e limitatamente ad alcuni corsi di studio la riforma è partita in via sperimentale già nell'anno accademico 1999-2000, mentre in tutte le altre, fatte salve isolate deroghe relative a singoli corsi di studio, nell'anno accademico 2000-2001).
L'Italia si discosta dalla maggior parte degli altri paesi europei per alcune peculiarità nell'attribuzione di titoli/denominazioni e nel loro uso corrente. Questo rende spesso non chiara l'interpretazione, in Europa, dei titoli accademici conseguiti in Italia.
Il titolo rilasciato al termine del primo ciclo, definito generalmente bachelor, in Italia viene chiamato laurea, termine generico che dovrebbe indicare qualsiasi grado accademico. In Spagna viene chiamato semplicemente grado, mentre in Francia diplôme. In Italia per "diploma" senza ulteriori specificazioni s'intende il titolo conseguito alla fine della scuola secondaria di secondo grado. Un’ulteriore complicazione deriva dal fatto che in Francia quest'ultimo si chiama baccalauréat, cioè baccellierato, che è la traduzione letterale dell'inglese bachelor e che deriva dal latino baccalaurea.
I titoli universitari di secondo ciclo vengono in tutto il mondo denominati master, mentre in Italia venivano definiti lauree specialistiche quelli conseguiti al termine di corsi di durata biennale e "master universitari di primo livello" quelli rilasciati all'esito di corsi di durata annuale. Con il D.M. 270/2004 i primi sono stati trasformati in lauree magistrali, traduzione pressoché letterale dell'inglese master's degrees (intendendo il termine degree come "laurea"), ma resta il problema della confusione con i "master universitari".
Il dottorato di ricerca, uno dei titoli di terzo ciclo, è l'unico che, in quasi tutto il resto del mondo, dà diritto a chi li detiene di fregiarsi della qualifica onorifica di dottore, mentre in Italia tale qualifica compete a chi abbia conseguito una laurea; in questo modo il termine "dottore" ha un significato sociale, culturale ed economico molto inferiore a quello che ha in altri paesi, ove i "dottori" sono molto più rari. Il D.M. 270/2004 ha introdotto le qualifiche accademiche superiori di "dottore magistrale" e "dottore di ricerca", che a distanza di anni restano di fatto inutilizzate in ambito sociale.
Evidentemente, il titolo di "Ph. D." sarebbe molto più consono agli auspici del processo di Bologna e molto meglio identificabile in ambito internazionale. La legge vigente, vedi articolo 19 della legge 240/2010, consente l'uso del titolo "Ph. D." come abbreviazione del titolo di dottore di ricerca. A tutt'oggi, però, esso viene usato molto raramente. Al momento, solo alcune scuole superiori universitarie italiane dedicate alla formazione dottorale lo adottano come regola. Invece, non capita praticamente mai che un medico, un avvocato, un politico o un professore universitario italiano, in possesso del titolo di dottore di ricerca, vantino il loro stato di "Ph. D." sulla targa, posta all'ingresso del loro studio professionale, o sul loro biglietto da visita.
Nella gran parte della comunità internazionale, infine, le borse di studio ottenute dopo il dottorato di ricerca rimarcano sistematicamente la qualifica accademica ottenuta. Per esempio, si parla di Postdoctoral researcher in lingua inglese, di Postdoktorand in lingua tedesca, di Investigación postdoctoral in lingua spagnola, di Постдокторантура (postdoktorantura) in lingua russa, ecc. Anche in questo caso l'Italia si distingue, avendo adottato la locuzione assegnista di ricerca che non esplicita la qualifica accademica ottenuta (dato che, tra l'altro, quest'ultimo tipo di ruolo è ricopribile, in taluni casi, anche da semplici laureati senza dottorato). Questa locuzione è stata introdotta per la prima volta nell'articolo 29 della legge 240/2010 (Riforma Gelmini).
La stessa legge menziona più volte il corretto titolo accademico di "post-dottorato" (artt. 5 e 24), tuttavia questo titolo viene utilizzato solo raramente negli ambienti accademici italiani, specie quelli universitari. Fanno nuovamente eccezione le scuole superiori dedite esclusivamente alla formazione dottorale, alcuni centri di ricerca e in generale gli ambienti più aperti e più rispettosi delle usanze dell'ambiente scientifico internazionale.